# James L. Carter
James L. Carter (* 20. Jahrhundert in Van Nuys, Los Angeles, Kalifornien) ist ein US-amerikanischer Kameramann.
James L. Carter ist als Kameramann seit Ende der 1970er Jahre tätig. Er wirkt auch öfters in der Second Unit bei Film- und TV-Produktionen mit. Für seine Arbeit bei der Folge Torn Between Two Fathers der Serie Junge Schicksale wurde er 1990 mit einem Daytime Emmy Award ausgezeichnet, für For Warrick von CSI: Vegas wurde er 2009 für einen Primetime-Emmy nominiert.
Insgesamt wirkte er bei über 55 Film- und TV-Produktionen mit.

## Filmografie (Auswahl)
- 1989–1990: Junge Schicksale (ABC Afterschool Specials, Fernsehreihe, 2 Folgen)
- 1990: Killer-Kid (Deadly Weapon)
- 1990: Leatherface: Texas Chainsaw Massacre III
- 1990: Martians – Ein Außerirdischer kommt selten allein (Spaced Invaders)
- 1992: One False Move
- 1994: Roadflower (The Road Killers)
- 1996: Pick Up – Das Mädchen und der Cowboy (Ruby Jean and Joe)
- 1997–1998: Michael Hayes – Für Recht und Gerechtigkeit (Michael Hayes, Fernsehserie, 21 Folgen)
- 1998: Phoenix – Blutige Stadt (Phoenix)
- 1999–2000: Family Law (Fernsehserie, 23 Folgen)
- 2000: Mein Hund Skip (My Dog Skip)
- 2002: Bis in alle Ewigkeit (Tuck Everlasting)
- 2003: The Shape of Things
- 2004: Im Feuer (Ladder 49)
- 2004: Plötzlich verliebt (Sleepover)
- 2006: Walker Payne
- 2007–2008: CSI: Vegas (Fernsehserie, 15 Folgen)
- 2011–2013: Hawaii Five-0 (Fernsehserie, 31 Folgen)
- 2013–2014: Castle (Fernsehserie, 10 Folgen)
- 2014: Das Weihnachts-Chaos (One Christmas Eve, Fernsehfilm)
- 2015: Graceland (Fernsehserie, 13 Folgen)
- 2016–2019: MacGyver (Fernsehserie, 8 Folgen)